# فرودگاه بسانچون – لاویز
فرودگاه بسانچون – لاویز (به انگلیسی: Besançon – La Vèze Aerodrome) (به زبان بومی: Aérodrome de Besançon - La Vèze) یک فرودگاه همگانی با کد یاتا QBQ است که یک باند فرود آسفالت دارد و طول باند آن ۱۴۰۰ متر است. این فرودگاه در شهر بزانسون کشور فرانسه قرار دارد و در ارتفاع ۳۸۷ متری از سطح دریا واقع شده‌است.